# 累西腓玫瑰圣母堂
累西腓玫瑰圣母堂（葡萄牙語：Igreja de Nossa Senhora do Rosário dos Homens Pretos）是一座罗马天主教教堂，位于巴西东北部伯南布哥州首府累西腓。

## 历史
耶稣会将圣徒崇拜引入巴西的非洲奴隶文化，寻求黑人男女加入天主教活动。累西腓黑人教堂是巴西第二古老的，仅次于1654年建立的奥林达玫瑰圣母堂，在荷兰被逐出伯南布哥之后，建于1662年-1667年，阿方索六世统治期间。祭坛上描绘黑人圣徒，如巴尔塔扎国王、圣埃莱斯比奥（São Elesbão）、圣本笃（Benedito, o Mouro）、圣安多尼、圣伊菲革涅亚（Santa Ifigênia）。教堂前的街道命名为玫瑰街（Rua Estreita do Rosário）。